# Mapania theobromina
Mapania theobromina är en halvgräsart som beskrevs av David Alan Simpson. Mapania theobromina ingår i släktet Mapania och familjen halvgräs. Inga underarter finns listade i Catalogue of Life.